# Lac de la Sitre
Le lac de la Sitre ou lac de la Grande Sitre est un lac de montagne situé dans la chaîne de Belledonne, dans les Alpes, en France.

## Géographie
Le lac de la Sitre est situé à 1952 mètres d'altitude entre le lac de Crop et le lac du Crozet dans la chaîne de Belledonne en amont du Pré Raymond (1372 mètres d'altitude) à Revel. Le lac est d'origine glaciaire, comme la plupart des autres lacs de la chaîne de Belledonne. Depuis le lac, la vue domine sur la vallée du Grésivaudan.

## Géologie
La composition pétrographique du lieu est un ensemble majeur de roches cristallines, ces dernières étant des roches magmatiques ou métamorphiques plutoniques. La chaîne de Belledonne est composée de granite, appartenant à la famille des roches cristallophylliennes, principalement les amphibolites.

## Biodiversité
La faune et la flore se présentent très riches aux alentours du lac. L'écologie de la chaîne est très diverse : pinèdes, pierriers, landes, alpages, zones humides, tourbières et lacs. de nombreuses espèces animales comme les bouquetins, musaraignes, marmottes ou encore les ombles chevalier peuplent le paysage,.

## Tourisme
La randonnée pédestre est la principale activité touristique dans ce lieu. Cette dernière passa par la forêt entre le Pré Raymond (1372 m) et le col du Pré du Mollard (1485 m) soit environ 17 km. Au-delà du refuge du Pré du Mollard, le paysage change et s'apparente plus à des alpages.